# Ian Anderson Plays The Orchestral Jethro Tull
Ian Anderson Plays the Orchestral Jethro Tull (2005) je album a DVD od Iana Andersona vedoucího skupiny Jethro Tull, v podání symfonického orchestru Neue Philharmonie Frankfurt, řízeného Johnem O'Harou, DVD bylo nahráno na zámku Rosengarten v Mannheimu 8. listopadu 2004.
Uskutečnila se série koncertů s tímto názvem. Anderson, O'Hara a orchestr cestovali po Evropě a Spojených státech v průběhu roků 2004 a 2006.

## Track listing
Poznámka: platí pro CD, u DVD mohou být mírné odchylky v časech.

### Disc 1
1. Eurology – 3:30
2. Calliandra Shade (The Cappuccino Song) – 5:42
3. Skating Away on the Thin Ice of the New Day – 4:03
4. Up the Pool – 3:22
5. We Five Kings – 3:32
6. Life Is a Long Song – 3:34
7. In the Grip of Stronger Stuff – 3:02
8. Wond'ring Aloud – 2:11
9. Griminelli's Lament – 3:10
10. Cheap Day Return – 1:27
11. Mother Goose – 5:46
12. Bourée – 5:17
13. Boris Dancing – 3:31
14. Living in the Past – 4:48

### Disc 2
1. Pavane – 4:37
2. Aqualung – 10:24
3. God Rest Ye Merry Gentlemen – 5:48
4. My God – 8:52
5. Budapest – 14:04
6. Locomotive Breath – 6:42

### pouze DVD
- Interview Ian Anderson - 48:00
- Interview Fritz Rau - 7:00
- Interview ostatní - 9:00

## Obsazení
- Ian Anderson - flétna, akustická kytara, zpěv
- James Duncan - bicí, perkusní nástroje
- David Goodier - baskytara, zvonkohra
- John O'Hara - klávesy, akordeon
- Florian Opahle – akustická a elektrická kytara

### Solo
- Kathrin Troester - flétna
- Sibylle Wähnert - bassoon
- Astrid Cienia - hoboj

## Poznámka
V USA CD a DVD vydáno 4. října 2005